# ラマー (アーカンソー州)
ラマー（英: Lamar）は、アメリカ合衆国、アーカンソー州、ジョンソン郡の都市である。2010年時点の人口は1,415人である。
アーカンソー州議会上院議長、下院議長を史上最年少で務めた William Lee Cazort は、フォートスミスに引っ越すまでは、ラマー市内の公立学校に通っていた。

## 地理
ラマーは、北緯35度26分26秒 西経93度23分34秒 / 北緯35.44056度 西経93.39278度 (35.440546, -93.392764) に位置する。
アメリカ合衆国国勢調査局によれば、市域は4.4平方マイル (11 km2)で、水域はわずか0.23%である。

## 人口動勢
2010年の国勢調査によれば、529世帯、1,415人、362の家族が市内に居住している。人口密度は324.9人/平方マイル (125.3/km2) である。住居の数は585棟で、その密度は134.3棟/平方マイル (51.8/km2) である。
人種は95.97%が白人、1.91%が複数の混血、ネイティブ・アメリカンが1.13%、その他の人種は1%を下回る。3.46%がヒスパニック系・ラテン系である。
529世帯中、35.5%は18歳以下の子どもがおり、51.6%は結婚している。12.1%は夫がいない女性世帯主となっており、31.4%は非家族世帯である。28.0%は単身世帯で、11.9%に至っては65歳以上の高齢者の単身世帯である。平均世帯人数は2.54人で、家族を構成しているものに限れば3.05人である。
年代別の人口は次のとおりである。なお、年齢の中央値は36歳である。
- 18歳以下:  25.8%
- 18 - 24歳: 9.6%
- 25 - 44歳: 27.4%
- 45 - 64歳: 21.5%
- 65歳以上: 15.7%

性比は、女性100人に対し、男性92.3人である。18歳以上の人口に限って言えば、女性100人に対し、男性92人となる。
世帯収入の中央値は、23,317米ドルであり、家族を構成している世帯に限ると27,143米ドルとなる。男性の収入の中央値が23,309米ドルであるのに対し、女性のそれは16,207米ドルである。一人当たり収入は11,852米ドルとなる。14.8%の家族、人口の17.7%が貧困線未満で生活しており、18歳未満の子どもの18.7%と65歳以上の高齢者の15.2%もその中に含まれる。

## 教育
ラマー学校区の公立学校で教育を行っている。以下に学校を列挙する。
- ラマー小学校 (Lamar Elementary School) - 幼稚園入学以前から3年生までを教育する。
- ラマー中学校 (Lamar Middle School) - 4年生から7年生までを教育する。
- ラマー高等学校（英語版） - 8年生から12年生までを教育する。